# الحلم الضائع (مسلسل)
الحلم الضائع (بالتركية: Genco)‏ (ويعني بالعربية: جينكو أو عمر وهو بطل المسلسل) مسلسل من نوع الميلودراما الاجتماعية من إنتاج تركي ومدبلج إلى اللغة العربية باللهجة السورية. عرض على قناة إم بي سي 4.

## قصة المسلسل
تصاعدت الأحداث في المسلسل التركي «الحلم الضائع» الذي يعرض على شاشة mbc4 بعد ظهور شخصية المهندس «صفوت» ليعيد الماضي من جديد في حياة «عمر»، الذي وقع في صراع نفسي بين حبه الشديد لمنار ورغبته في الانتقام من والدها «نجاتي» الذي كان سببا في مقتل عائلته في الزلزال، بعدما ثبت تورطه في استخراج تصريحات لبنايات غير صالحة للبناء.
وتبددت العلاقة التي كانت تربط بين «عمر» و«منار» لاعتقادها أن «عمر» يسعى للانتقام من والدها وذلك دون أن تعرف الحقيقة التي يخفيها «عمر» عنها، من جهة أخرى لم يرغب «عمر» في كشف الحقيقة كاملة لـ«منار» حتى لا يشوه صورة والدها «نجاتي» أمامها، بينما واجه «عمر» صراعا عنيفا بين حبه لمنار ورغبته في الانتقام، فقد تدخل القدر في حياة «عمر» بشكل مفاجأ ليحب الفتاة التي كان والدها سببًا في إتعاس حياته وتفريقه عن أهله بعد موتهم في الزلزال.
وتفاعل زوار mbc.net مع تصاعد الأحداث وتطورها؛ حيث أقبل زوار الموقع على متابعة المستجدات التي أضفت حيوية وتشويقًا للمسلسل وطالبوا «عمر» بكشف الحقيقة، فتمنت الزائرة «عبير» أن يكشف «عمر» الحقيقة لـ«منار» قائلة «أنا نفسي عمر يصارح منار بالحقيقة حتى يخرج من هذا المأزق».
وأعرب أغلب الزائرين بالتعاطف مع شخصية «عمر» بسبب اتخاذ «منار» موقفًا سلبيًّا تجاهه لعدم معرفتها بالحقيقة ولأنها اعتبرته يوجه أحكاما ضد والدها «نجاتي» دون التحقق منها، فقد اعتقد أغلب الزائرين أن اعتراف «عمر» لمنار" بأن والدها قام ببناء بنايات غير صالحة قبل الزلزال قد يعيد العلاقة من جديد، وألقوا باللوم على منار في موقفها ضد عمر.
وتوقع «ناصر» أنه في حال معرفة منار الحقيقة ستتضح الأمور وتعود علاقتها مع عمر كما كانت، وهناك من انتابه إحساس بالضيق لابتعاد «عمر» عن «منار»؛ حيث قال «أحمد» «أنا أحب المسلسل جدا، ولكني حزين بسبب تفهم منار الموقف بشكل خاطئ».
من جهة أخرى وصفت "بنت زايد" إعجابها بالدراما التركية قائلة "أتمنى أن تزداد هذه النوعية من المسلسلات؛ لأنها جميلة جدا وأن ينتهي الخلاف القائم بين عمر ومنار" كما أبدت تأييدها لاعتراف «عمر» لـ"اسما" بأنه أخوها، واختلف رأي "سلوى" بعض الشيء لتكشف عن رغبتها في أن ينسى «عمر» «منار» وينتقم من والدها "نجاتي

## البطولة
المسلسل من بطول كلٍ من: عمر ومنار وأسمى وأحمد وسمير ودارين وأختها ونجاتي
- آلباي كمال أتلان بدور (عمرو)
- سيلين سيفين بدور (منار)
- فايق إرجين بدور (سمير)
- هازل كايا بدور (أسماء)
- اورهان سيمسيك بدور (أحمد)
- إردال سيندروك بدور (أبو منار)
- ميليس غوزين بدور (دارين)
- دنيز غوزن بدور (نسرين)
- جانسن أوزيوسن (عليا)

## البث
- الجدول التالي يبين القنوات التي عرض فيها المسلسل.

| اللغة                                  | القناة الباثة | التاريخ   |
| -------------------------------------- | ------------- | --------- |
| تركيا التركية                          | كانال دي      | 2007-2008 |
| سوريا العربية (باللهجة السورية)(مدبلج) | إم بي سي 4    | 2008      |

## طاقم العمل والشخصيات
| الشخصية بالعربية | الممثل             | مؤدي الصوت العربي |
| ---------------- | ------------------ | ----------------- |
| نسرين            | دينيز غوزين        | لينا ضوا          |
| دارين            | ميليس غوزين        | أميرة حديفي       |
| عمر              | Alpay Kemal Atalan | إياد أبو الشامات  |
| منار             | Selen Seyven       | صفاء سلطان        |
| سمير             | Faik Ergin         | مروان أبو شاهين   |
| أسماء            | Hazal Kaya         | نورا مراد         |
| أحمد             | Orhan Şimşek       | محمود حسن         |
| أمل              | Mine Bıçakçı       | أمية بلص          |
| إيمان            | Mine Tüfekçioğlu   | فادية عزام        |
| نجاتي            | Erdal Cindoruk     | سليم شريقي        |
|                  |                    |                   |

## دبلجة المسلسل
تم دبلجة المسلسل من اللغة التركية إلى العربية باللهجة السورية بواسطة شركة سامة للإنتاج والتوزيع الفني السورية، وقد قام بأداء الأصوات مجموعة من الممثلين السوريين.

### دبلجة أسماء الشخصيات
تم تغيير أسماء الشخصيات باللغة التركية إلى أسماء باللغة العربية، وقد تم هذا التغيير لأن الأسماء التركية غريبة وصعبة النطق نوعاً ما عن العربية، وقد تم اعتماد أسماء عربية قريبة النطق من الأسماء التركية
وهذا جدول يوضح الأسماء في كلا النسختين:
| منار | بينار penar |

لين

## دراما اجتماعية
ويصنف مسلسل الحلم الضائع في إطار الدراما الاجتماعية التي تكشف الهموم الإنسانية لشاب تركي يدعى «عمر» أثر الزلزال الذي ضرب منطقة بحر مرمرة.
ورغم أن مدة الزلزال كانت 45 ثانية إلا أنها كانت كافية لتسرق من عمر والده ووالدته ليقرر تغيير حياته بالانتقال من يالوفا التي دمرها الزلزال إلى إسطنبول، غير أن ذلك لم يمحِ الألم النفسي الذي يعتصر قلبه؛ إذ إنه كان سببًا في إلغاء سفر العائلة ليلة الزلزال.
وينسج المسلسل بعد ذلك أحداثا درامية تحاول أن تجيب على أسئلة مبهمة ومفاجآت لم يتوقعها عمر، خاصة في علاقته بأسرته، ورغم محاولاته مواجهة المحنة، إلا أن «عمر» يقع في مشكلات عديدة عندما يدق قلبه، وينخرط بالمجتمع الجديد في إسطنبول، ويظهر المسلسل الصراع بين الشعور بالذنب لدى عمر والرغبة في حماية الآخرين.
ويذكر أن الدراما التركية التي عرضتها شاشة mbc -بدايةً من مسلسلي «سنوات الضياع» و«نور»، والتي تبعتها بمسلسل «لا مكان لا وطن»، و«الأجنحة المنكسرة»، و«لحظة وداع».. ومعها المسلسلات الحالية- قد حققت نجاحًا جماهيريًّا لافتًا، وكشف عن ذلك آراء المشاهدين والنقاد في شتى وسائل الإعلام.
وأرجع البعض نجاح الدراما التركية إلى تقارب العادات التركية من العربية، فيما أرجعها آخرون إلى نجاح الدبلجة السورية، وأكد المشاهدون أن الرومانسية والتناول الإنساني الجيد للقصة والأداء المتميز للممثلين هي أهم أسرار نجاح الدراما التركية.